# Annelunds gård

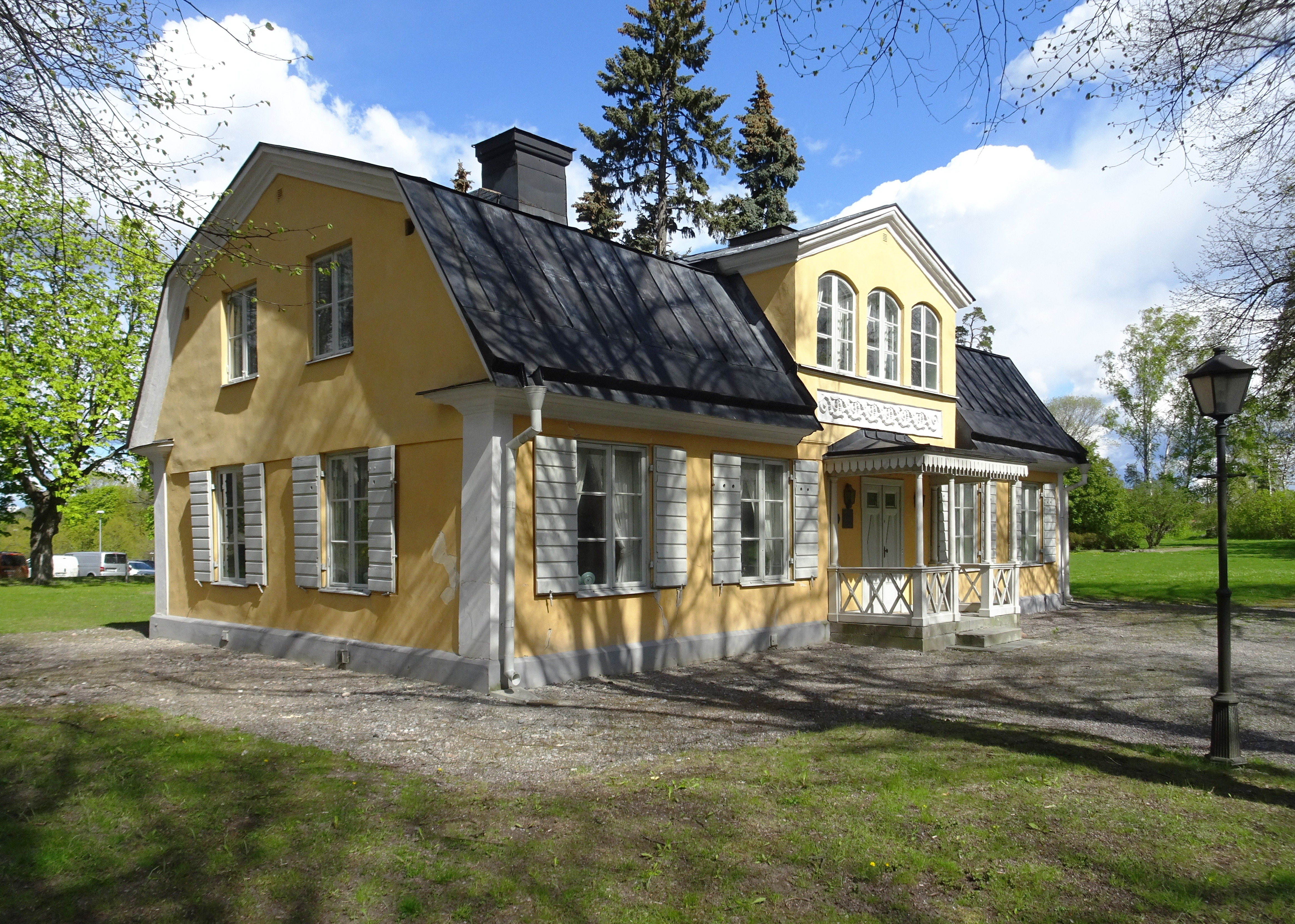
Annelunds huvudbyggnad i maj 2020.

Annelund är en kulturhistoriskt värdefull herrgård vid Lings väg 2 i stadsdelen Haga i Solna kommun. På gården bodde "gymnastikfadern" Per Henrik Ling mellan 1822 och 1839. Annelunds huvudbyggnad och gymnastikflygeln är enskilda byggnadsminnen sedan 1987, innan dess statliga byggnadsminnen från och med 1965. Annelunds gård ligger inom Kungliga Nationalstadsparken..

## Historik

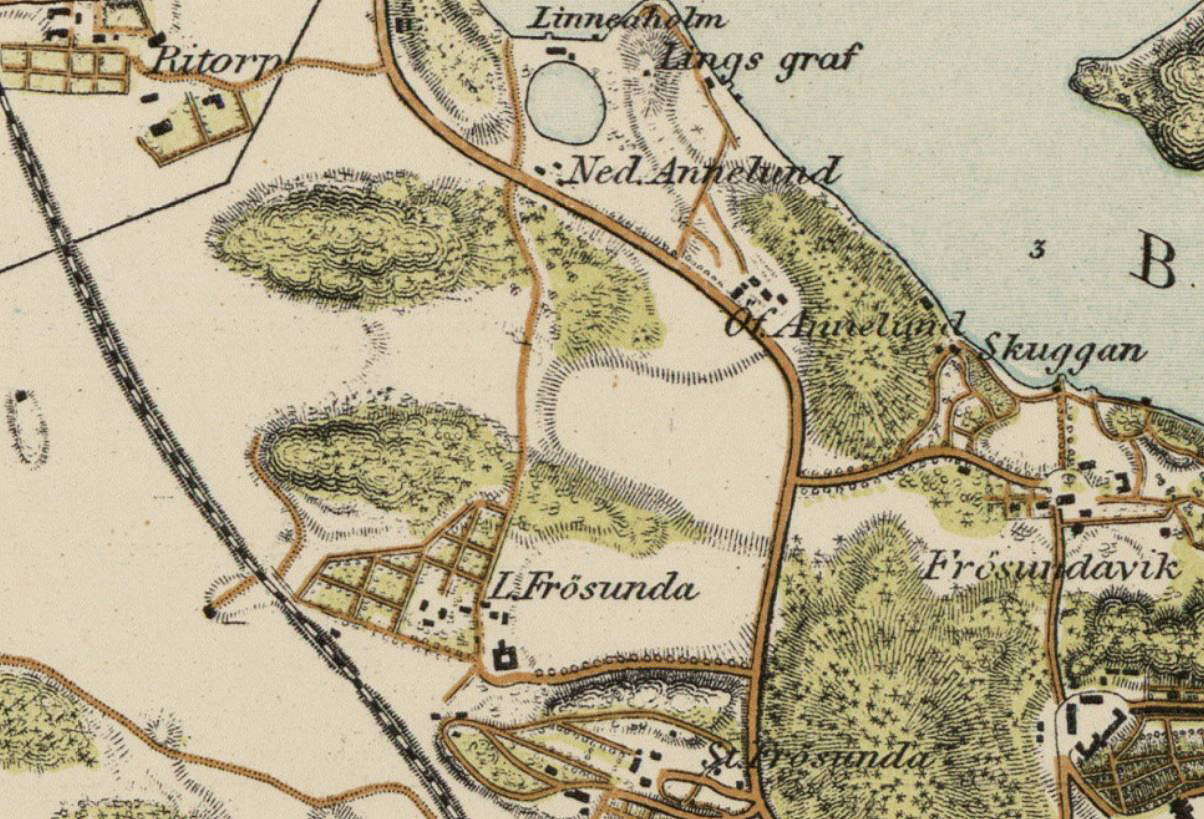
Stora Frösunda, Lilla Frösunda, Frösundavik och Annelund, 1861.

Enligt en gammal skröna skulle Gustav III skänkt Annelund till sin gunstling Elis Schröderheim. Uppgiften är felaktig, Schröderheim bodde på det numera försvunna Nedre Järva som låg lite längre norrut. Annelund var ursprungligen ett torp under Lilla Frösunda. Åren 1766 till 1777 arrenderades torpet av grosshandlaren Erik eller Eric Giers (1729–1791) som sommarnöje. Det var troligen han som lät bygga om torpet till en mindre herrgård och döpa om den till ”Annelund” efter sin hustru Anna Maria Brandel, dotter till handelsmannen Elias Brandel.
Efter Giers död innehades stället av grosshandlaren Samuel Koschell (1750–1796). När ägaren till Lilla Frösunda och Annelund, Joachim Brandenburg, avled 1794 flyttade hans änka, Sara Kristina Pauli, till Annelund och friköpte gården 1806 eller 1807. Hon levde till 1821 och året efter köptes Annelund av Per Henrik Ling, även kallad ”den svenske gymnastikens fader”.

### Gården under Ling

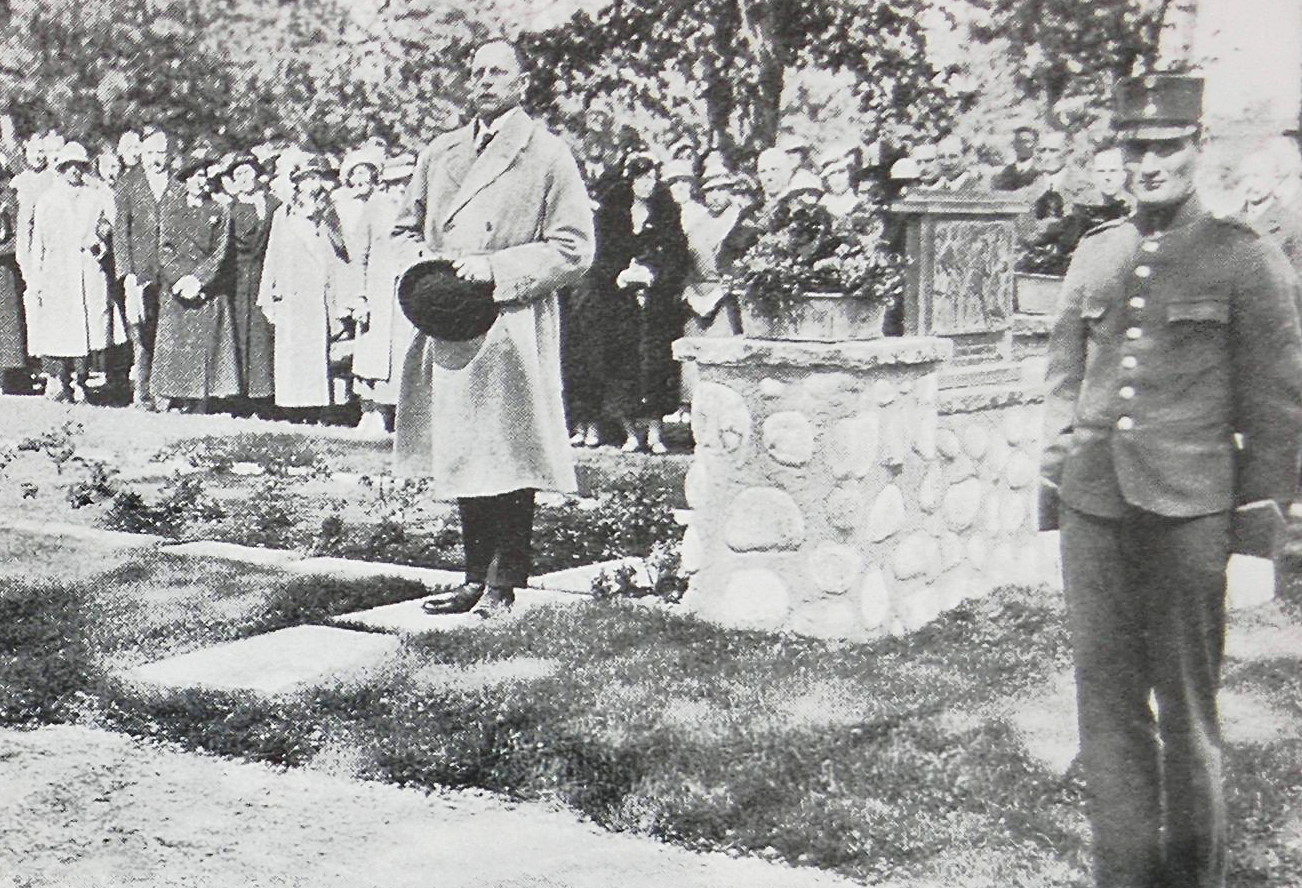
Minnestavlan över Ling avtäcks av ordföranden, G. Liljegren, den 21 maj 1934.

Per Henrik Ling gav gården dess nuvarande utseende i enkel empirstil. Han lät modernisera huset, revetera fasaderna och såg till att en hög frontespis byggdes på båda långfasaderna. I den inreddes en ”valvsal” med en liten fyrsidig kupol mitt i det välvda taket. I bottenvåningen tillkom en halvcirkelformad sal som avtecknar sig som en utbuktning på norra fasaden. Bland interiören märks dubbeldörrar med räfflade fyllningar och mässingsvred, smala överstycken och dekorerade taklister. Från Brandenburgs tid existerar ett sengustaviansk dörröverstycke, några dörrar och en sängalkov. Trots en viss stilblandning ger huset ett enhetligt intryck.
På tomten märks en rödmålad uthuslänga med gymnastiksal som är resultatet efter en ombyggnad från 1825 på uppdrag av Ling. I samband med ombyggnaden breddades och förlängdes huset och fick en ny takresning. Längs hela västra sidan tillkom ett övre våningsplan. Anledning till omdaningen var att åstadkomma bättre utrymme för kroppsövningar inom Lings gymnastiksystem. 
Norr om gymnastiklängan intill skogsbrynet står den lilla trädgårdspaviljongen som troligen uppfördes i två etapper 1823 och flyttats till sitt nuvarande läge på 1980-talet. Byggnaden har en våning och höga välvda fönster och fick en klassicistisk arkitektur. Fasaderna är målade i två gröna nyanser. Paviljongen var tidigare bostad och innehåller två rum och kök samt förstuga.
På Annelund bodde Ling fram till sin död 1839, men hans familj ägde gården till 1846, bland andra hade sonen Hjalmar Ling sin uppväxt här. Per Henrik Ling fann sin sista vila på den lilla udden norr om gården, som på Lings tid var park.  Där står en 3,5 meter hög bautasten av granit med inskriptionen ”Ling 1776–1839”. Kring stenen vilar även Lings barn och andra anhöriga, däribland hans barnbarn Alarik Liedbeck, som var Alfred Nobels främste medarbetare   Hans gravplats har dock ingen sten. Platsen kallas "Lings kulle" eller "Lings grav" och är en privat begravningsplats samt ett fornminne med RAÄ-nummer Solna 21:1.

### Minnestavlan
På gårdsplanen restes 1934 av Svenska gymnastikläraresällskapet en minnestavla i brons över Ling. På tavlans sida mot huvudbyggnaden finns en medaljong föreställande Ling i profil och texten ”1822–1839 bodde här Per Henrik Ling den svenska gymnastikens skapare samt uppväxte hans son Hjalmar Ling främjare av faderns verk”. På andra sidan syns en antik figurgrupp symboliserande frisk- och sjukgymnastiken, därunder texten ”Svenska gymnastikläraresällskapet uppsatte denna minnestavla vid sitt femtioårsjubileum 21.5.1934”.

Historiska bilder
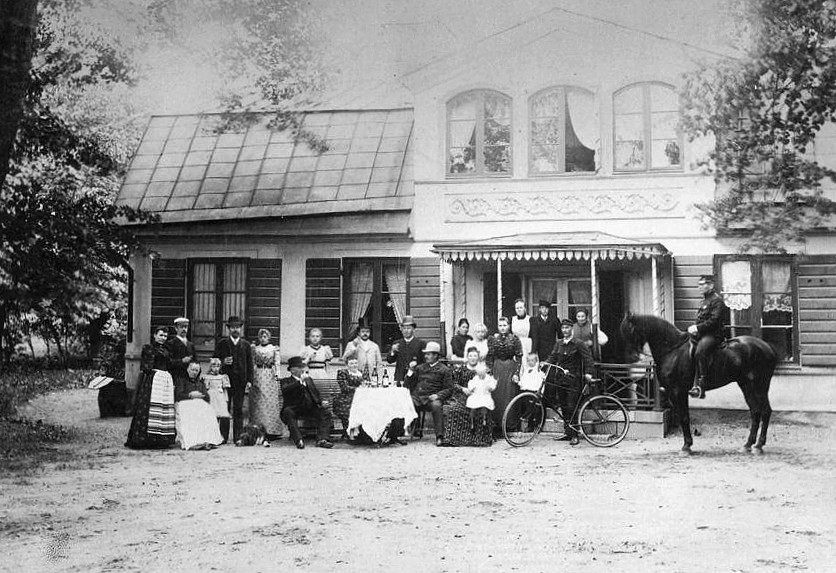
Grupporträtt omkring 1900.
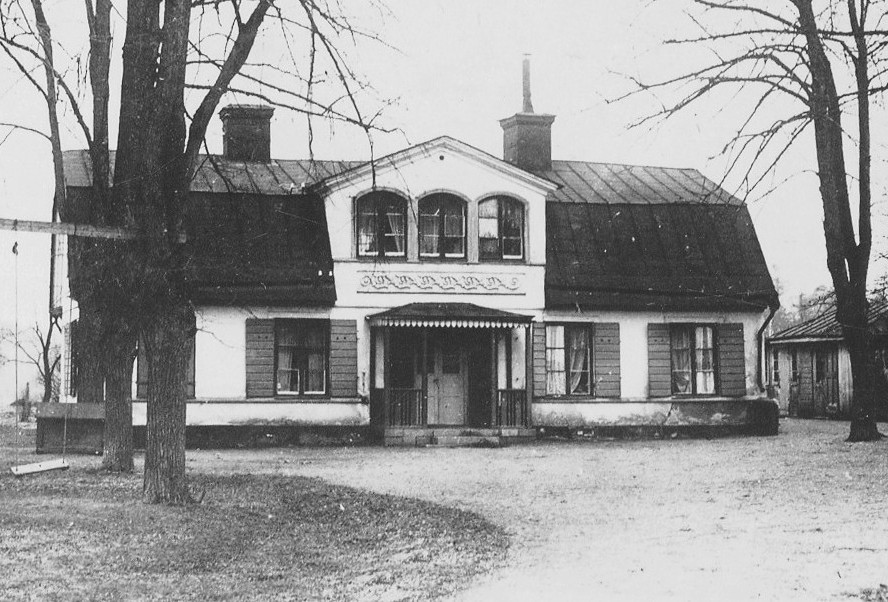
Huvudbyggnad omkring 1900.
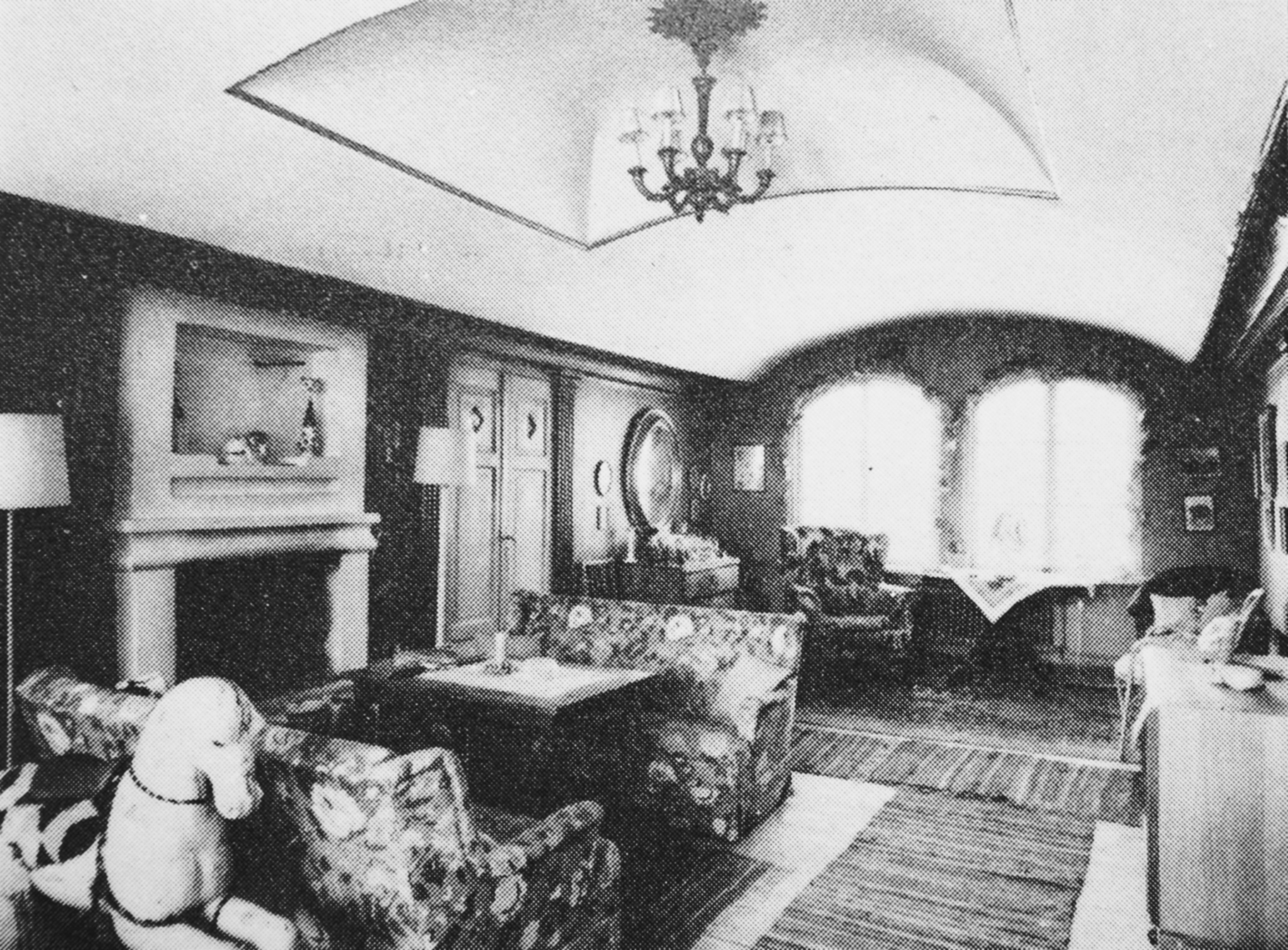
Valvsalen i övre våningen.
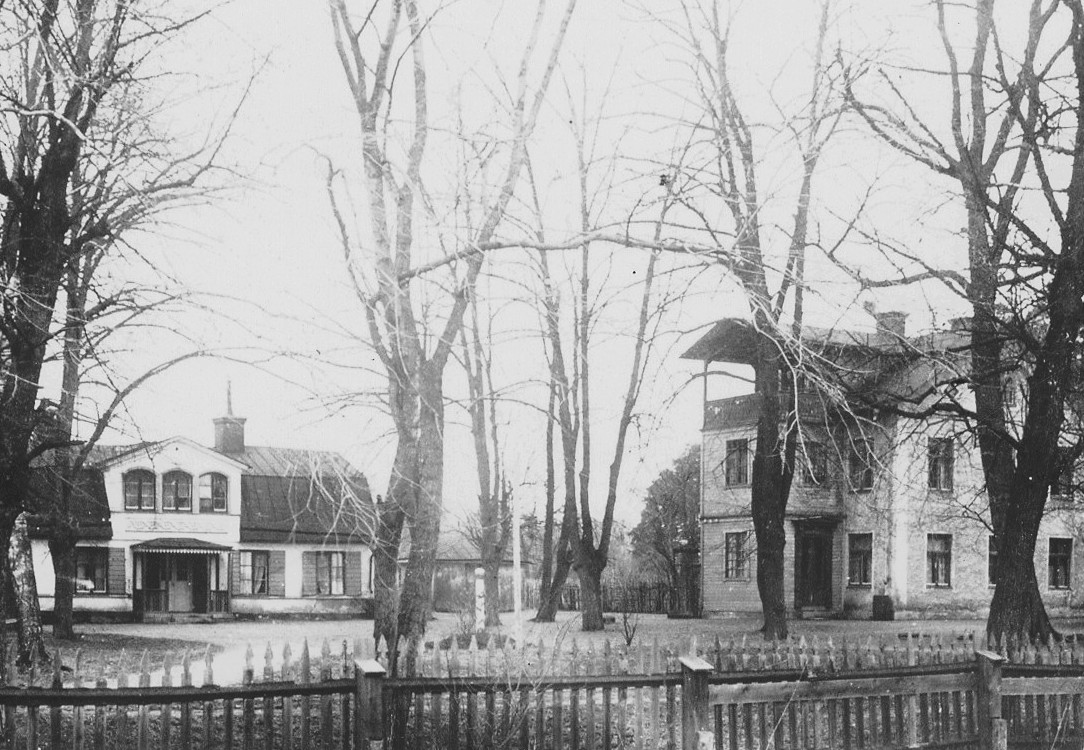
Huvudbyggnad och ett annat numera rivet bostadshus omkring 1900.

### Gårdens vidare öden
År 1922 övertog fortifikationsförvaltningen herrgården och huvudbyggnaden blev bostad åt regementschefen. 1985 förvärvades Annelund av SAS som lät renovera gården i samband med att SAS koncernbyggnad uppfördes i Frösundavik. Därefter användes Annelund för representation. Området är ett Q-märkt kulturreservat i gällande detaljplan och sedan november 1984 är huvudbyggnaden samt gymnastikhuset enskilda byggnadsminnen.
En bildande löptävling, Lingloppet, startades av Gymnastik- och idrottshögskolans studentkår år 1988 och utgick från Annelund

År 2016 förvärvades SAS koncernbyggnad i Frösundavik tillsammans med hela fastigheten (Solna Haga 2:8) av fastighetsbolaget Mengus. Till fastigheten hör även Annelunds gård och Linnéaholm. Lings kulle ligger också här, dock som egen fastighet. Solna kommun har planer på att byggnadsminnet Annelund blir centralpunkt i Frösundaviks utveckling för ett ökat friluftsliv. En principöverenskommelse med fastighetsbolaget Mengus beslutades i kommunstyrelsen den 25 mars 2019.

Bebyggelsen
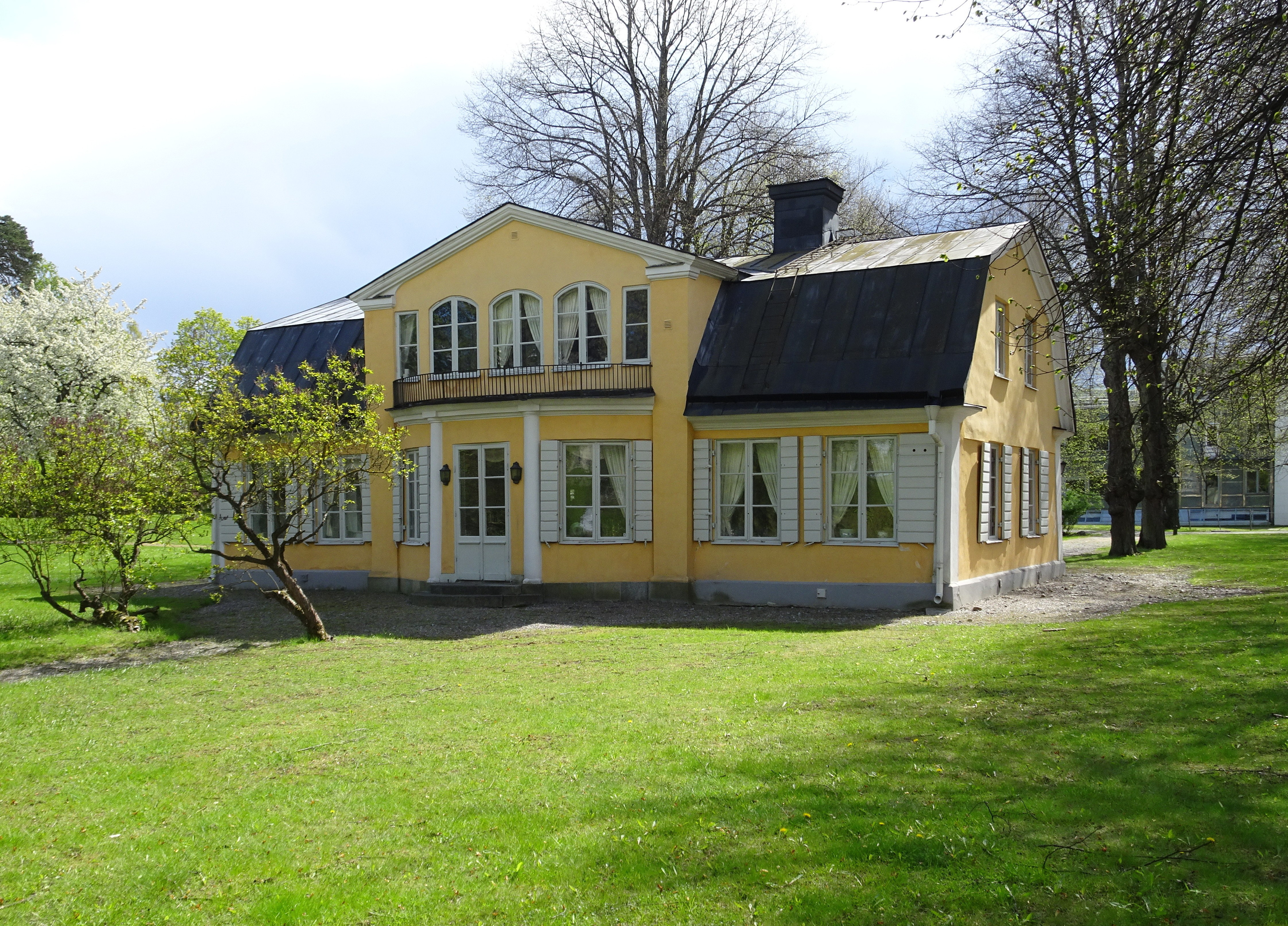
Fasad mot norr.
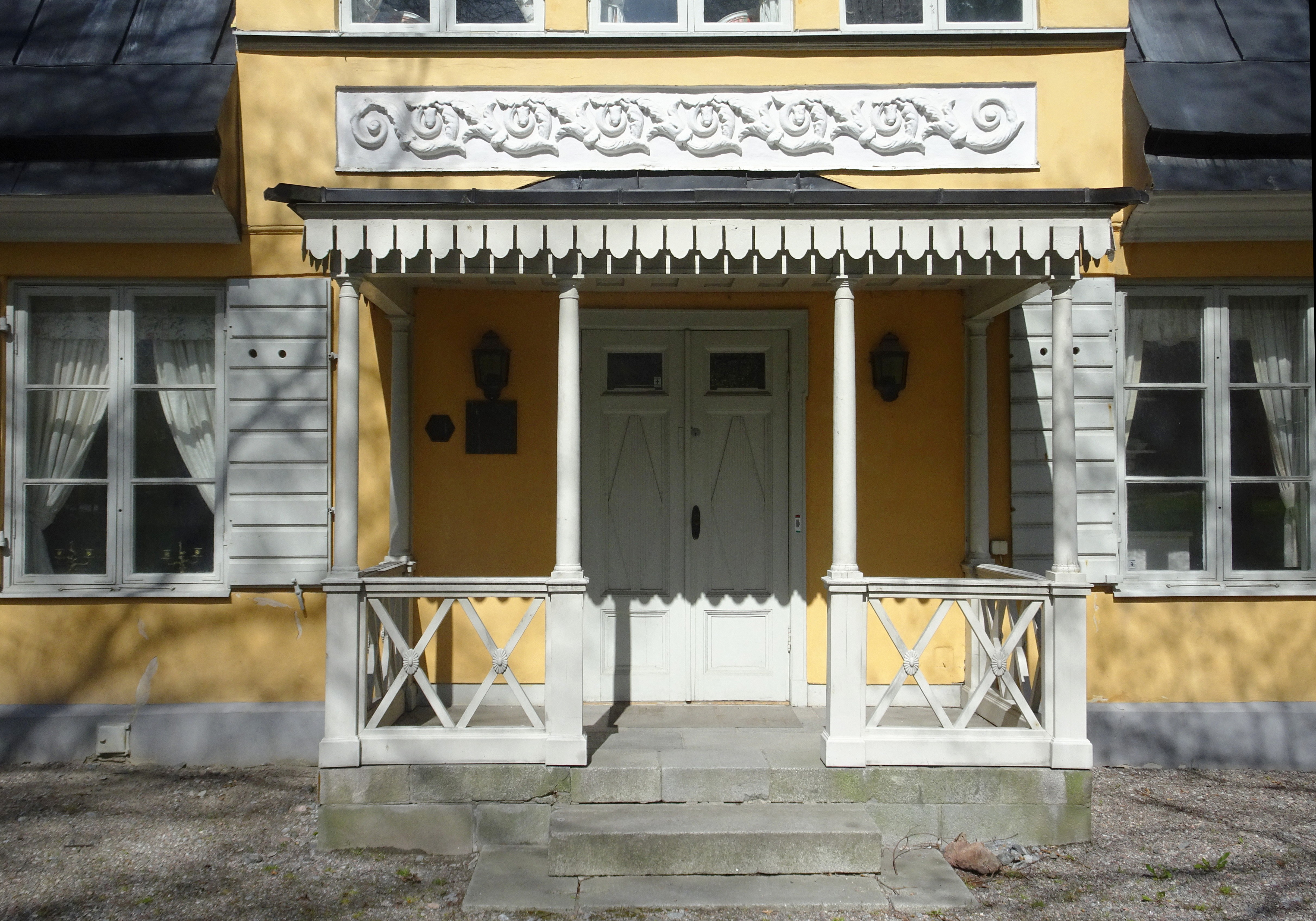
Entrén.
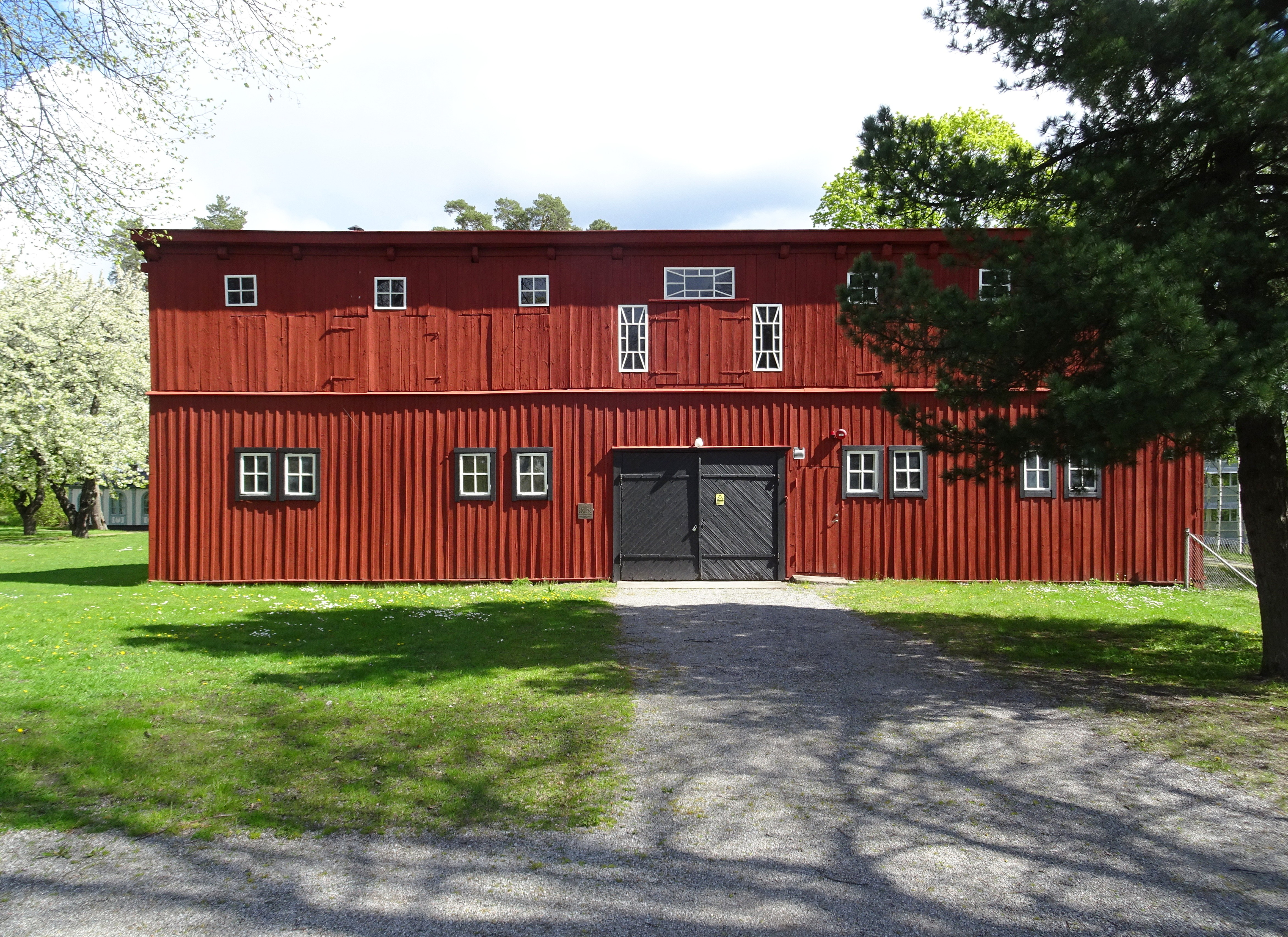
Gymnastiklängan.
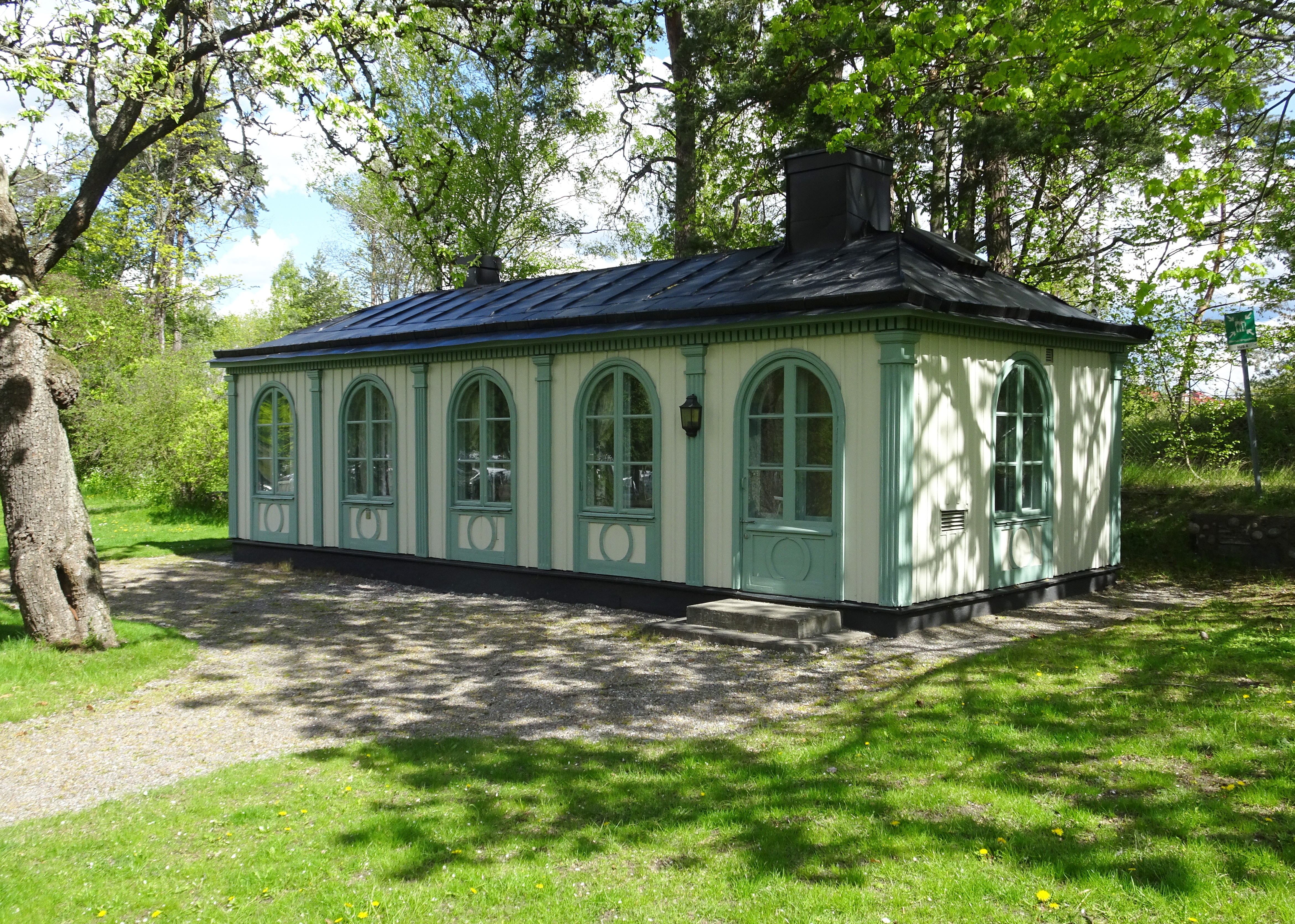
Trädgårdspaviljongen.

Gravplatsen och minnestavlan
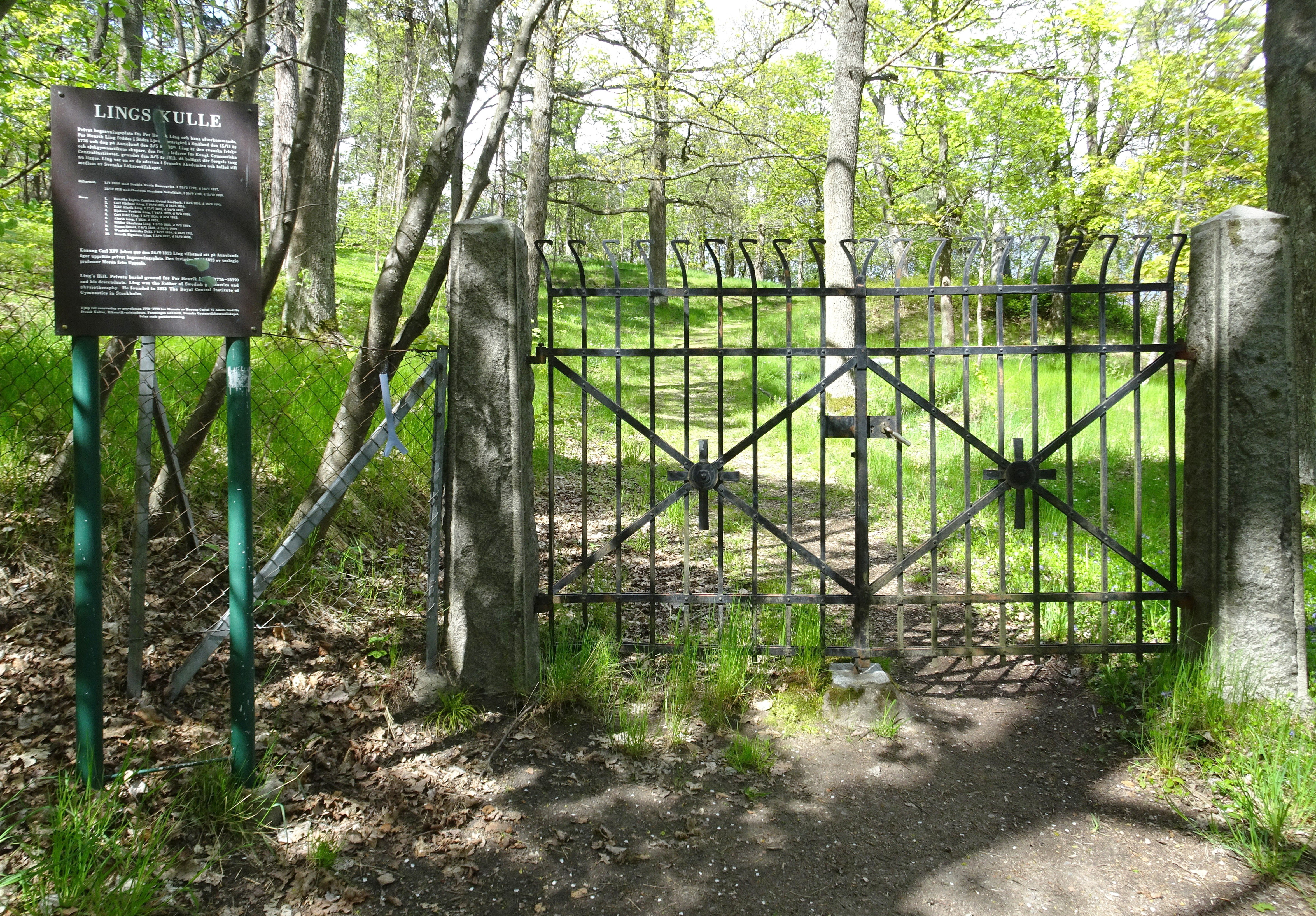
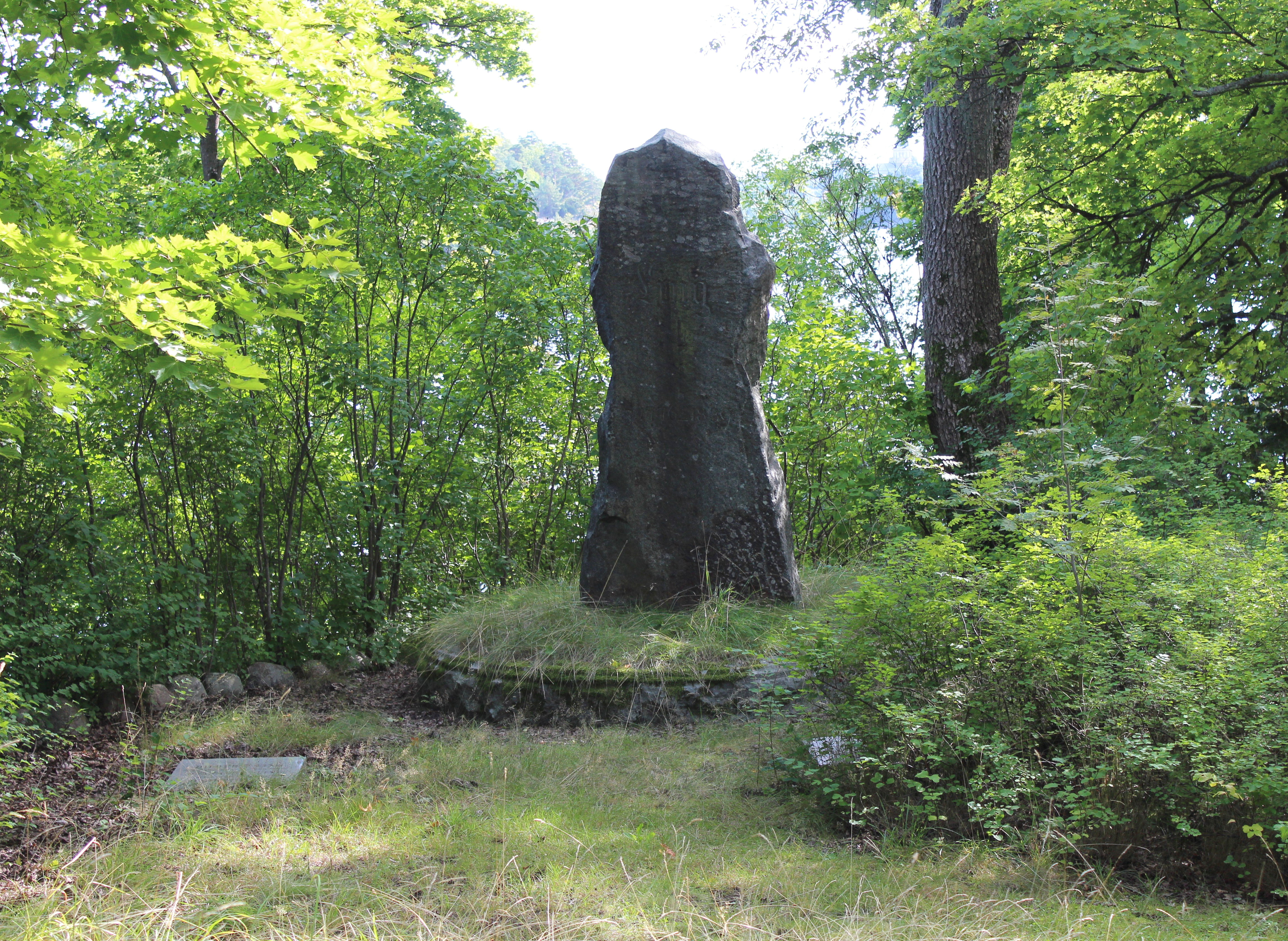
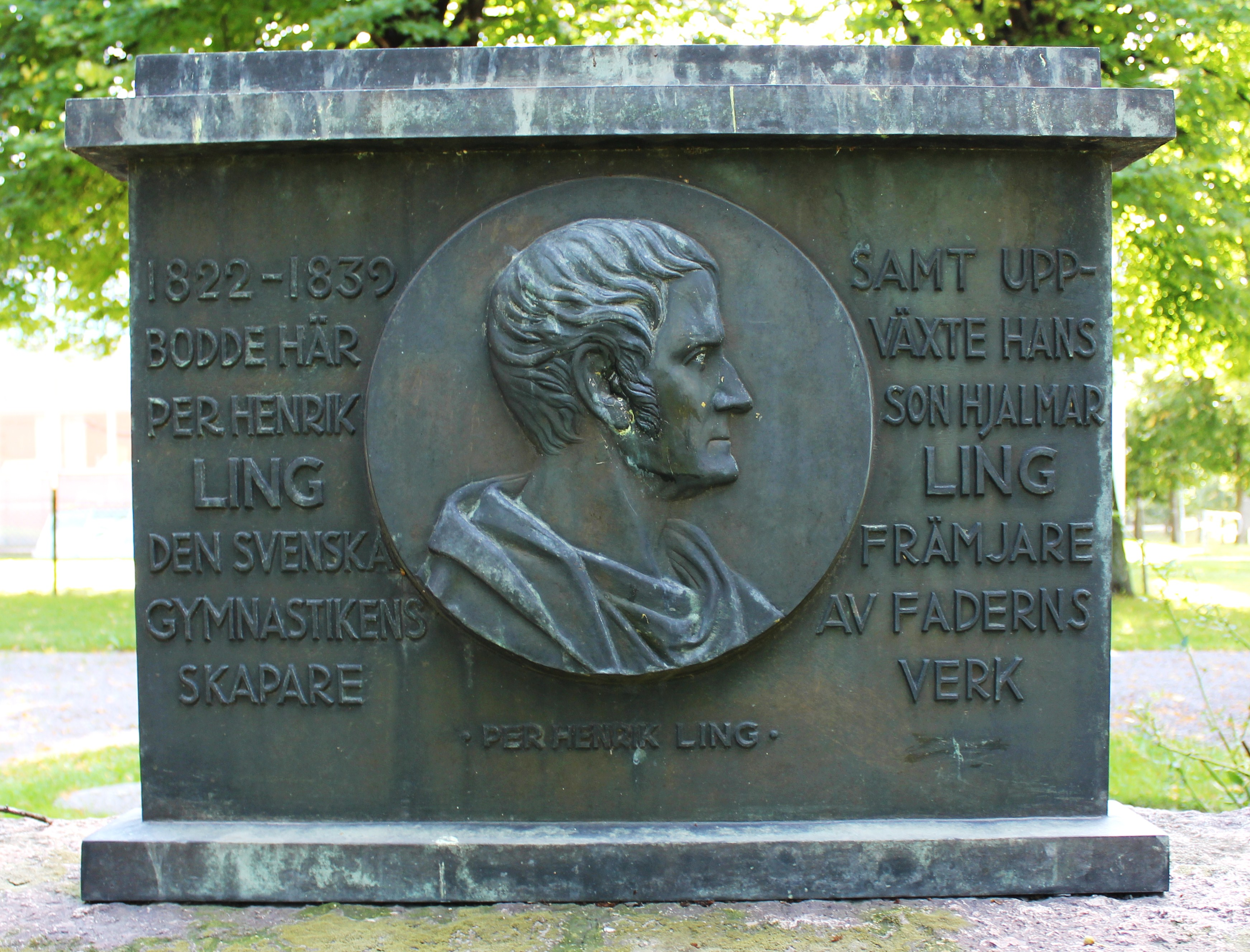
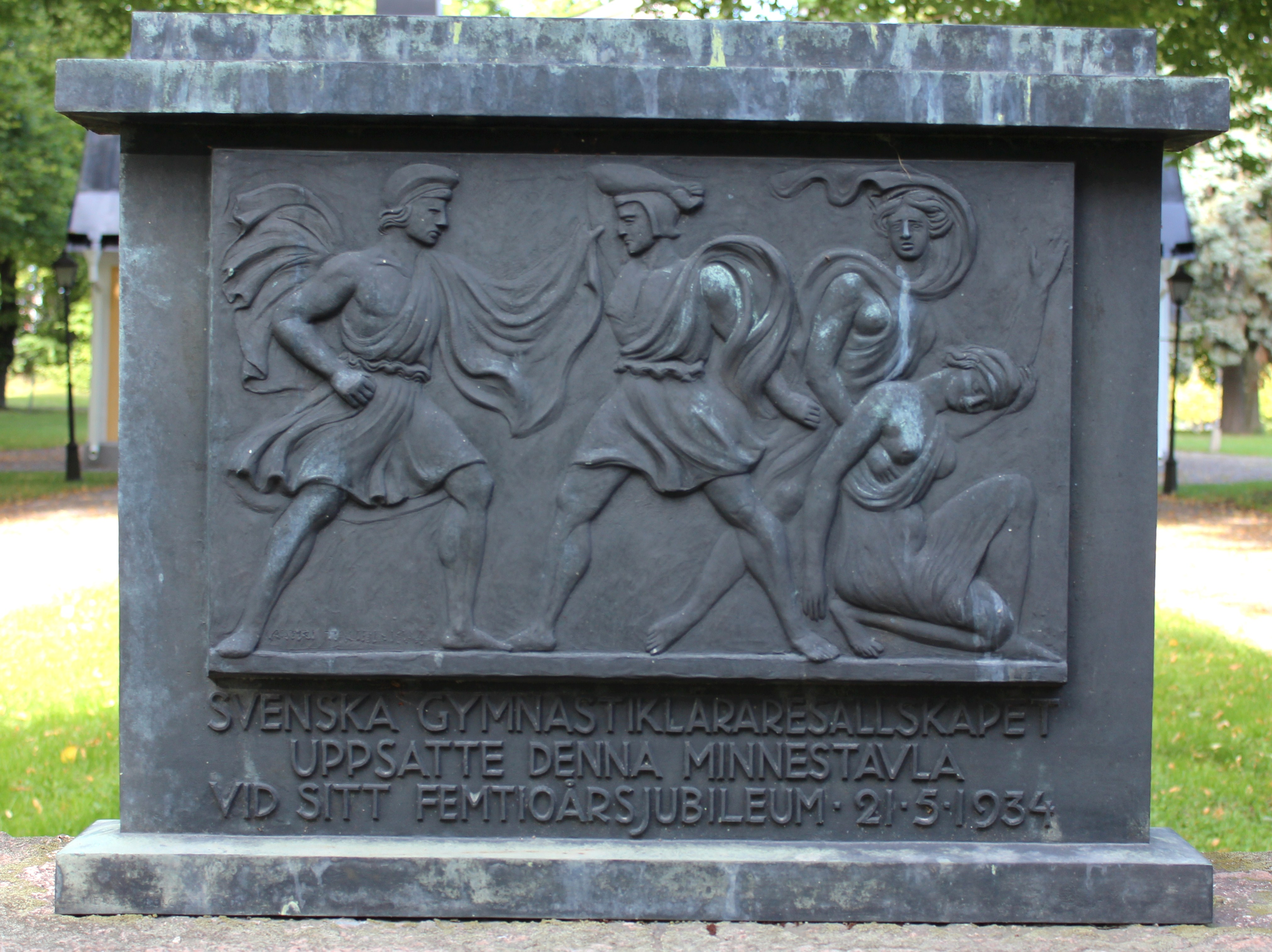